# Haukedalen
Haukedalen er en bygd i den østlige del af Førde kommune i Vestland i Norge. Bygden ligger i starten på Gaularddalen, og et af hovedløbene til Gaularvassdraget løber gennem bygden. Haukedalsvatnet starter i denne bygd. Ud fra beliggenheden burde Haukedalen måske høre til Gaular kommune, da bygden er adskilt fra Førde med fjeldovergangen over Rørvikfjellet. Vejkrydset ved Rørvikflåten på Riksvei 13 fører ind til Haukedalen.
Erhvervslivet er hovedsageligt bygget op om landbrug og bygden har 25 aktive gårde. En del af indbyggerne er pendlere, de fleste til kommunecenteret Førde.
Bygden har egen børneskole (Frøysland skule) (1.-7. trin), ungdomsskole (8.-10. trin) er ved Førde ungdomsskule.
Haukedalen kirke ligger ved Gjerland ved østenden af Haukedalsvatnet.